# 楚共王
楚共王（前600年—前560年），或作楚恭王，出土楚国文献写作龔王，芈姓，熊氏，名審，春秋時代楚國國君。楚莊王之子，而後參與了鄢陵之戰。

## 生平
- 即位時年幼，由重臣令尹（相當於丞相）子重專政。
- 楚共王六年（前585年）發生「子儀之亂」，大夫析公逃到晉國，成為謀士，這是「楚才晉用」的典故。
- 楚共王十六年（前575年）6月，在鄢陵地区（今河南鄢陵西南），晋楚进行了一场大战，史稱鄢陵之戰，楚共王中箭，眼睛负伤，公子茂成了俘虏，军帅子反自杀。

前560年，楚共王生了病，告诉大夫们说：“我没有德行，年幼的时候就做了一国之君。生下来十年先君楚庄王就去世了，没有来得及学习师傅和保傅的教训而承受了继承王位这许多福禄，因此缺乏德行而丧失了先君的霸业，在鄢陵之战损失了军队，让国家蒙受耻辱，使大夫们担心，这都是我的罪行，都够严重的了。如果由于大夫们的福气，我得以保全首领而善终，在这些祭祀安葬的事情上，得以在祢庙中追随先君，只能请求给予‘灵’或者‘厉’的恶谥了，请大夫们选择吧。”楚国的大夫们没有人回答，楚共王下达五次命令以后才答应了。
这年秋季，楚共王去世，等到下葬的时候，令尹子囊和大家商量谥号，有的大夫说：“国君已经有过命令了。”子囊说：“不行，侍奉君王的人，要先称道国君的善行而不能依从他的过失，国君是用‘共’来命令的，怎么能不用这个字呢？声威赫赫的楚国，国君驾临而治，安抚着蛮夷，大规模的征伐南海，让他们从属于诸夏，这份光荣可以说很大了，有这样的光荣，又知道自己的过错，可以不说是共吗？如果首先称道国君的善行，请以‘共’为谥号。”大夫们都听从了他的意见。

## 家庭

### 父母
- 父亲：楚莊王
- 母亲：楚莊夫人，于前564年十二月去世，楚共王正在进攻郑国，得知母亲去世，楚共王没有使郑国屈服，就率军回国。没有资料证明《左传》记载的楚庄夫人与《列女传》记载的樊姬是否为同一人物。

### 妻妾
- 秦嬴，秦景公的妹妹，楚共王的夫人。
- 巴姬，姬姓，名不详。她出身巴國，是楚共王宠妾。

### 子女
- 庶長子:公子昭
- 庶次子:公子围
- 庶三子:公子比
- 庶四子:公子黑肱
- 庶五子:公子弃疾

共王有五个宠爱的儿子：公子昭、公子围、公子比、公子黑肱、公子弃疾，没有嫡长子可立。于是祭祀以占卜吉凶，共王暗中和巴姬在宗庙内埋藏一块璧玉，然后召见五个公子斋戒入内，公子昭跨璧而过，公子围用手肘爬过，公子比、公子黑肱都远离璧玉，没有从上面经过。公子弃疾年幼，被抱进庙，一拜再拜都正好压在璧上，最後果然由公子弃疾一系繼承了楚國的王室。
| 前任： 父楚莊王 | 楚國君主 前591年-前560年 | 繼任： 子楚康王 |